# 2382 Nonie
2382 Nonie è un asteroide della fascia principale. Scoperto nel 1977, presenta un'orbita caratterizzata da un semiasse maggiore pari a 2,7609694 UA e da un'eccentricità di 0,3302952, inclinata di 30,97760° rispetto all'eclittica.